# Zagrożenie dla społeczeństwa
Zagrożenie dla społeczeństwa (ang. Menace II Society) – amerykański film w reżyserii braci Allena i Alberta Hughesów.

## Obsada
- Tyrin Turner – Caine "Kaydee" Lawson
- Larenz Tate – Kevin "O-Dog" Anderson
- Jada Pinkett Smith – Ronnie
- Samuel L. Jackson – Tat Lawson
- MC Eiht – A-Wax
- Glenn Plummer – Pernell
- Clifton Powell – Chauncy
- Marilyn Coleman – Babcia Caina
- Arnold Johnson – Dziadek Caina, Thomas
- Pooh-Man – Doc
- Jullian Roy Doster – Anthony
- Too Short – Lew-Loc
- Khandi Alexander – Karen Lawson
- Vonte Sweet – Sharif Butler
- Ryan Williams – Stacey
- Bill Duke – Detektyw
- Dwayne L. Barnes – Basehead
- Garen Holoman – Junior